# پاچو
پاچو (به اسپانیایی: Pacho) یک سکونتگاه مسکونی در کلمبیا است که در بخش کوندینامارکا واقع شده‌است.

## خصوصیات
پاچو ۲۵٫۴۱۴ نفر جمعیت دارد.